# Se bruciasse la città/Rita
Se bruciasse la città è un brano musicale cantato da Massimo Ranieri, pubblicato nel 1969. Reduce dal recente successo di Rose Rosse, Ranieri partecipa a Canzonissima 1969, portando come brano inedito Se bruciasse la città con cui arriva in finale e si classifica al terzo posto. Il testo della canzone è di Giancarlo Bigazzi mentre la musica è di Enrico Polito e Totò Savio; lo stesso gruppo di autori firma il lato B del 45 giri e numerosi altri brani interpretati da Massimo Ranieri negli anni seguenti, tra cui anche il successo Erba di casa mia, vincitore di Canzonissima 1972.

## Descrizione
Il brano è stato inserito nel primo album del cantante, Massimo Ranieri, pubblicato nel 1970.
La canzone fa parte della colonna sonora della serie Better Call Saul, comparendo nel primo episodio della prima stagione Uno.

## Tracce
Lato A
1. Se bruciasse la città

Lato B
1. Rita